# Ривис, Уэйлон
Уэйлон Ри́вис (англ. Waylon Randolph Reavis; родился 19 сентября 1978, Уилкс (округ, Северная Каролина), США) — американский вокалист, автор текстов песен, бывший фронтмен альтернативной рок-группы Three Quarters Dead и американской ню-метал-группы Mushroomhead. Принимал участие в записи некоторых песен групп Tenafly Viper, Ventana, Circus of Dead Squirrels. Исполнял роль вокалиста для песен «Open Wide» альтернативной метал-группы Black Flood Diesel и «Personal Demons in the Void» ню-метал-группы Underlined. Уэйлон играл главную роль в фильме «13th Sign» (2011) и «Tonight Will Go as Follows» (2016). В сентябре 2016 года, Уэйлон Ривис объявил о своем новом проекте A Killer's Confession и уже подписал контракт с басистом Megadeth Дэвидом Эллефсоном и EMP Label Group, и что их дебютный альбом UNBROKEN будет выпущен в 2017 году.

## Фильмография
- 2011 - 13th Sign
В роли: Faris.
- 2016 - Tonight Will Go as Follows
В роли: Nathan.

## Дискография
В составе Three Quarters Dead:
- 2003 - Blueprint of a Strange Mind

В составе Mushroomhead:
Уэйлон жил в маленьком городке Уилкесборо в штате Северная Каролина, и когда ему позвонил Стив «Skinny» с предложением войти в состав Mushroomhead в качестве вокалиста, Уэйлон, по его словам, чуть не упал. По странному совпадению звонок был 19 сентября — в день рождения Уэйлона. 11 октября 2004 состоялось первое шоу  и фанаты стали привыкать к нему. Он остался в группе, даже после того, как J-Манн объявил о своем возвращении в 2013 году. Уэйлон объявил на своем аккаунте в Facebook 5 октября 2015 года, что он выходит из состава группы Mushroomhead.
| Год  | Песня                 | Альбом                              |
| ---- | --------------------- | ----------------------------------- |
| 2006 | 12 Hundred HQ         | Savior Sorrow                       |
| 2006 | Simple Survival       | Savior Sorrow                       |
| 2006 | Save us               | Savior Sorrow                       |
| 2006 | Burn                  | Savior Sorrow                       |
| 2006 | Embrace the Ending    | Savior Sorrow                       |
| 2006 | Damage Done           | Savior Sorrow                       |
| 2006 | Just Pretending       | Savior Sorrow                       |
| 2006 | Erase the Doubt       | Savior Sorrow                       |
| 2006 | Cut Me                | Savior Sorrow                       |
| 2006 | The Need              | Savior Sorrow                       |
| 2009 | Your Soul Is Mine     | Saw VI                              |
| 2010 | Come On               | Beautiful Stories for Ugly Children |
| 2010 | I'll Be Here          | Beautiful Stories for Ugly Children |
| 2010 | Darker Days           | Beautiful Stories for Ugly Children |
| 2010 | Harvest the Garden    | Beautiful Stories for Ugly Children |
| 2010 | Inspiration           | Beautiful Stories for Ugly Children |
| 2010 | The Harm You Do       | Beautiful Stories for Ugly Children |
| 2010 | Your Demise           | Beautiful Stories for Ugly Children |
| 2010 | Burn the Bridge       | Beautiful Stories for Ugly Children |
| 2010 | The Feel              | Beautiful Stories for Ugly Children |
| 2010 | Holes in the Void     | Beautiful Stories for Ugly Children |
| 2010 | Slaughterhouse Road   | Beautiful Stories for Ugly Children |
| 2010 | Do I Know You?        | Beautiful Stories for Ugly Children |
| 2014 | Qwerty                | The Righteous & the Butterfly       |
| 2014 | We Are The Truth      | The Righteous & the Butterfly       |
| 2014 | Our Apologies         | The Righteous & the Butterfly       |
| 2014 | Devils Be Damned      | The Righteous & the Butterfly       |
| 2014 | Out of My Mind        | The Righteous & the Butterfly       |
| 2014 | For Your Pleasure     | The Righteous & the Butterfly       |
| 2014 | Rumor Has It          | The Righteous & the Butterfly       |
| 2014 | Son of 7              | The Righteous & the Butterfly       |
| 2014 | Portraits of the Poor | The Righteous & the Butterfly       |
| 2014 | Worlds Collide        | The Righteous & the Butterfly       |
| 2014 | Childlike             | The Righteous & the Butterfly       |
| 2014 | Graveyard Du Jour     | The Righteous & the Butterfly       |
| 2015 | Among The Crows       |                                     |

В составе Tenafly Viper:
- 2012 - The Queen, the Night and the Liars

В составе  Dead by Wednesday:
- 2016 - I Will Define

В составе A Killer's Confession:
В сентябре 2016 года, Уэйлон объявил в Facebook, а затем с помощью пресс - релиза, что его новый проект A Killer's Confession подписал сделку с EMP Label Group, который собирается выпустить свой дебютный альбом UNBROKEN весной 2017. Альбом был частично записан и сведен на Third Sky Studio с Уэйлоном и сопродюсерами Thom Hazaert и Richard Easterling. На Хэллоуин 2016 года АКC выпустили свой дебютный сингл "A Killer's Confession". Группа, в том числе гитаристы Мэтт Трампи и Пол E, и барабанщик Джон Дейл, сыграли свои первые концерты в декабре 2016 года, с Dead By Wednesday, достигнув кульминации в родном городе Кливленде 17 декабря.

| Год  | Песня                                          | Альбом   |
| ---- | ---------------------------------------------- | -------- |
| 2016 | A Killer's Confession feat. Brian "Head" Welch | UNBROKEN |
| 2017 | Re-Birth ruff                                  | UNBROKEN |
| 2017 | 1080p                                          | UNBROKEN |
| 2017 | L.O.L                                          | UNBROKEN |

## Интересные факты
В составе Mushroomhead:
1. У Уэйлона жуткий южный акцент, за что Stitch дразнит его «redneck» — деревенщина.
2. Уэйлон вместе с Джеффри Хэтриксом снялся в фильме 13th Sign (2011).
3. Mushroomhead впервые посетила Россию в рамках Хард-Рок Фестиваля 2 мая 2014 года.
4. Уход из группы Mushroomhead, вот что говорится в официальном пресс-релизе Ривиса:«В связи с непримиримыми разногласиями с руководством коллектива вокалист Уэйлон Ривис разорвал все связи с Mushroomhead и компанией Filthy Hands. Уэйлон благодарен за возможность, которую ему предоставляли Mushroomhead последние 11 лет, и теперь сконцентрирует свое внимание и время на другом проекте. Спасибо всем поклонникам за вашу преданность и поддержку в это время».

Позже Уэйлон опубликовал видео-сообщение, в котором говорится следующее:
«Все кончилось. Я очень рад этому. Я давно это планировал. Все произошло немного быстрее, чем я думал. Честно говоря, я не был счастлив. Я принял решение, Mushroomhead приняли свое решение. Мы оставим все именно так. Мы профессионалы, артисты. Такое происходит».
Личная жизнь:
1. У Уэйлона есть сын, так он говорит в интервью с Чадом Томасом Карстеном [1].

«Raising my son, working out, playing video games, participate in some wrestling on the side. I’m just an ordinary person. I have dinner at 6 p.m. and I watch TV sometimes. I don’t take the stage persona home or have an ego. I’m not special, I’m a regular guy, just like you. I enjoy what I do and I’m lucky to have what I have. But I leave the stage guy hung up, right when I get home and I’ll only bring him out when he’s needed for the music». 
«Воспитывать сына, работать, играть в видеоигры, принимать участие в какой-либо части жизни - это борьба на стороне. Я просто обычный человек. У меня ужин в 6 часов вечера, и я иногда смотрю телевизор. Я не беру сценический образ дома. Я не профи, я обычный парень, как и вы. Я наслаждаюсь тем, что я делаю, и мне повезло иметь то, что у меня есть. Но я покидаю сцену, парень повесил микрофон, правда когда я вернусь домой , я позову его только тогда, когда он понадобится для музыки».
2.  У Уэйлона есть татуировка «Zelda», посвящённая игре The Legend of Zelda. Его любимой частью этой игры является The Legend of Zelda: Majora’s Mask.

3.  Большое влияние на его музыкальный вкус оказали:
«Jonathan Davis (Of Korn) had a great big influence on me. Korn were like Nirvana or The Beatles. Original. They came into the industry and they had this sound that was all their own. I like his style a lot! Then at the same time, I listened to Tool. Maynard is probably the best singer I’ve ever heard. I don’t care what he does, it’s good. Maynard’s voice is golden. Also, I was into the heaviness of Pantera and the screams of Max Cavalera of Sepultura. I understood every word Max said! Burton of Fear Factory too! I wasn’t the greatest vocalist when I started out».
«Джонатан Дэвис (из Корн'а) оказал огромное влияние на меня. Korn были как Nirvana или The Beatles. Оригинальными. Они пришли в музыкальную индустрию, и каждый их звук был свой. Мне очень нравится его стиль! В то же время, я слушал группу Tool. Мейнард, вероятно, лучший певец, которого я когда-либо слышал. Меня не волнует, что он делает, это хорошо. Голос Мейнарда - золотой. Кроме того я фанател от тяжести группы Pantera и криков Макса Кавалера из Sepultura. Я понял каждое слово, что сказал Макс! Бертона из Fear Factory тоже! Я не был величайшим артистом, когда начинал».